# خالد أحمد موسى
خالد أحمد موسى (23 نوفمبر 1972) منافس ألعاب قوى سوداني شارك في دورة الألعاب الأولمبية الصيفية 1992.

## وصلات خارجية
- خالد أحمد موسى على موقع الاتحاد الدولي لألعاب القوى (الإنجليزية)
- خالد أحمد موسى على موقع أوليمبيديا (الإنجليزية)